# Vars, Haute-Saône
Vars är en kommun i departementet Haute-Saône i regionen Bourgogne-Franche-Comté i östra Frankrike. Kommunen ligger i kantonen Autrey-lès-Gray som tillhör arrondissementet Vesoul. År 2022 hade Vars 184 invånare.

## Befolkningsutveckling
Antalet invånare i kommunen Vars
| Referens: INSEE |